# Adam Helcelet
Adam Sebastian Helcelet (27 ottobre 1991) è un multiplista ceco.

## Palmarès
| Anno | Manifestazione    | Sede           | Evento    | Risultato | Prestazione | Note                                     |
| ---- | ----------------- | -------------- | --------- | --------- | ----------- | ---------------------------------------- |
| 2009 | Europei juniores  | Novi Sad       | Decathlon | 8º        | 7286 p.     |                                          |
| 2010 | Mondiali juniores | Moncton        | Decathlon | dnf       | dnf         |                                          |
| 2011 | Europei under 23  | Ostrava        | Decathlon | 4º        | 7966 p.     |                                          |
| 2012 | Mondiali indoor   | Istanbul       | Eptathlon | 5º        | 5878 p.     |                                          |
| 2013 | Europei indoor    | Göteborg       | Eptathlon | 4º        | 6095 p.     | Miglior prestazione personale            |
| 2013 | Europei under 23  | Tampere        | Decathlon | Bronzo    | 8252 p.     | Miglior prestazione personale            |
| 2014 | Europei           | Zurigo         | Decathlon | 11º       | 7955 p.     |                                          |
| 2015 | Europei indoor    | Praga          | Eptathlon | 5º        | 6031 p.     |                                          |
| 2015 | Mondiali          | Pechino        | Decathlon | 11º       | 8234 p.     | Miglior prestazione personale stagionale |
| 2016 | Mondiali indoor   | Portland       | Eptathlon | 5º        | 6003 p.     |                                          |
| 2016 | Europei           | Amsterdam      | Decathlon | Argento   | 8157 p.     | Miglior prestazione personale stagionale |
| 2016 | Giochi olimpici   | Rio de Janeiro | Decathlon | 12º       | 8291 p.     |                                          |
| 2017 | Europei indoor    | Belgrado       | Eptathlon | Bronzo    | 6110 p.     |                                          |
| 2017 | Mondiali          | Londra         | Decathlon | 8º        | 8222 p.     |                                          |
| 2021 | Giochi olimpici   | Tokyo          | Decathlon | 16º       | 8004 p.     |                                          |
| 2022 | Europei           | Monaco         | Decathlon | 11º       | 8000 p.     | Miglior prestazione personale stagionale |